# Johann Schanz
Johann Schanz († nach 1882) war ein deutscher Tierarzt und Politiker.

## Leben
Schanz war 1838 Wund- und Tierarzt in Melchingen. Später war er Wundarzt I. Klasse und 1842 Bürgermeister in Melchingen. Zuletzt war er Bezirkstierarzt in Sigmaringen.
Ab 1840 gehörte er als Abgeordneter den Landständen des Fürstentums Hohenzollern-Sigmaringen an. Während der Märzrevolution war er auch Abgeordneter beim außerordentlichen Landtag 1848.
1862 sowie 1866/67 vertrat er den Wahlkreis Hohenzollern im Preußischen Abgeordnetenhaus. Er gehörte 1862 zur politischen Rechten und ab 1866 zur Fraktion der Deutschen Fortschrittspartei. Nachdem 1875 der Kommunallandtag der Hohenzollernschen Lande geschaffen wurde, wurde er auch in dieses Parlament gewählt und gehörte ihm bis 1883 an.